# Echites turrigera
Echites turrigera är en oleanderväxtart som beskrevs av R. E. Woodson. Echites turrigera ingår i släktet Echites och familjen oleanderväxter. Inga underarter finns listade i Catalogue of Life.